# Martti Ahtisaari

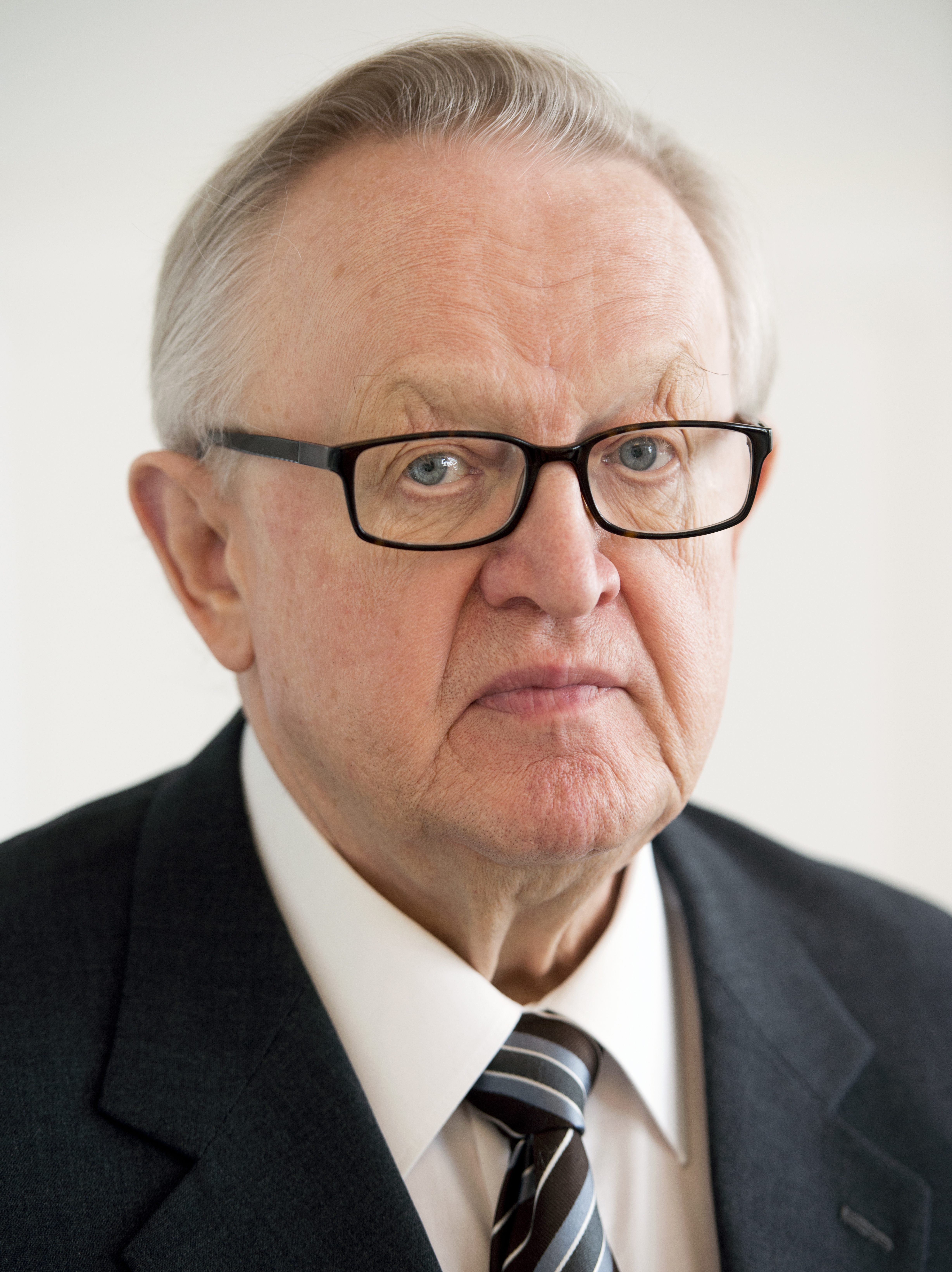
Martti Ahtisaari (2012)

Martti Oiva Kalevi Ahtisaari [ˈmɑrtːi ˈɑhtisɑːri]  (* 23. Juni 1937 in Viipuri, Finnland, heute Wyborg, Russland; † 16. Oktober 2023 in Helsinki) war ein finnischer sozialdemokratischer Politiker und Diplomat. Er amtierte von 1994 bis 2000 als 10. Präsident der Republik Finnland und wurde 2008 für seine langjährigen Bemühungen zur Lösung internationaler Konflikte mit dem Friedensnobelpreis ausgezeichnet.

## Leben
Mit seinen Eltern floh Ahtisaari während des Zweiten Weltkriegs aus dem sowjetisch besetzten Viipuri nach Kuopio. 1952 zog die Familie weiter nordwestlich nach Oulu, wo Ahtisaari seinen Schulabschluss machte. Nach dem Pädagogik-Studium wurde er Volksschullehrer und ging 1960 nach Pakistan, wo er in den frühen 1960er Jahren als Junglehrer für die schwedische Entwicklungshilfeorganisation Sida arbeitete. Es folgte ein Studium an der Handelshochschule Helsinki, danach trat Ahtisaari 1965 in den diplomatischen Dienst ein. Von 1973 bis 1979 war er Botschafter in Tansania, Sambia, Mosambik und Somalia. Auf Vorschlag der SWAPO war Ahtisaari von 1977 bis 1981 Namibia-Beauftragter der UNO. Ahtisaari sagte in einem Interview im Oktober 2008 dazu: „Die Arbeit in Namibia bedeutete für mich am meisten in meinem politischen Leben“.
1987 wurde er von UN-Generalsekretär Javier Pérez de Cuéllar für vier Jahre zum Unter-Generalsekretär der UNO ernannt. Dort war er für die Verwaltung der Vereinten Nationen zuständig.
Nach dem Inkrafttreten der Waffenruhe zwischen Südafrika und der SWAPO am 1. April 1989 wurde er als Leiter der United Nations Transition Assistance Group (UNTAG) Namibia-Beauftragter der UNO. Durch die UNTAG wurde im Anschluss an die 105-jährige Fremdherrschaft Namibias der Unabhängigkeitsprozess überwacht.
1992 und 1993 war Ahtisaari eine Schlüsselfigur bei den Friedensgesprächen in Bosnien-Herzegowina.
1994 wählten die Finnen Ahtisaari in der ersten Direktwahl für dieses Amt zum Präsidenten der Republik Finnland. Ahtisaari trat als Kandidat der Sozialdemokratischen Partei an und wurde Nachfolger von Mauno Koivisto. Zum Wahlsieg verhalf ihm seine Vision von Finnland als aktivem Teilnehmer in internationalen Angelegenheiten. Ein Jahr später erreichte er mit dem EU-Beitritt seines Landes eines seiner wichtigsten Ziele.
1999 leitete er zusammen mit dem russischen Chefunterhändler Viktor Tschernomyrdin die Friedensgespräche während des Kosovo-Krieges mit Slobodan Milošević. Als seine Amtszeit 2000 endete, stellte er sich nicht mehr für eine Wiederwahl zur Verfügung und wurde von Tarja Halonen abgelöst.
Nach dem Scheiden aus dem Präsidentenamt gründete Ahtisaari die Organisation Crisis Management Initiative (CMI). Er wurde weiterhin mit einer Reihe von diplomatischen Aufgaben betraut. 2000 war er Mitglied im sogenannten „Rat der drei Weisen“, der im Auftrag der EU die Regierung Schüssel ÖVP-FPÖ zu untersuchen hatte. Außerdem wirkte er als Waffeninspektor in Nordirland mit und leitete im Auftrag von UN-Generalsekretär Kofi Annan eine Delegation, die Vorgänge um das Massaker im palästinensischen Flüchtlingslager Jenin aufklären sollte.
Ahtisaari bemühte sich maßgeblich um das Ende des Bürgerkriegs in der indonesischen Provinz Aceh 2005. Ab Februar 2006 leitete er die Verhandlungen über den künftigen Status der unter UNO-Verwaltung stehenden serbischen Provinz Kosovo und entwickelte im Rahmen dieser den sogenannten Ahtisaari-Plan. Im Oktober 2007 gehörte Ahtisaari zu den Mitbegründern der Denkfabrik European Council on Foreign Relations (ECFR).
Im September 2007 vermittelte Ahtisaari im Irakkonflikt bei den Verhandlungen zwischen Sunniten und Schiiten. Im Jahr 2021 zog sich Ahtisaari infolge einer Alzheimer-Erkrankung aus der Öffentlichkeit zurück. Am 16. Oktober 2023 verstarb er im Alter von 86 Jahren in Helsinki.
Martti Ahtisaari war von 2009 bis 2018 Mitglied des Zusammenschlusses von herausragenden ehemaligen Staatsmännern und -frauen, Friedensaktivisten, Menschenrechtlern sowie prominenten Intellektuellen The Elders, der 2007 von Nelson Mandela auf Initiative von Peter Gabriel und Richard Branson gegründet wurde. Ziel der Gruppe ist es, die Erfahrung, die Beziehungen und den öffentlichen Einfluss der Mitglieder zur Lösung globaler Probleme einzusetzen.
Ahtisaari war mit Eeva Ahtisaari (* 1936) verheiratet. Sie haben einen Sohn, Marko Ahtisaari (* 1969).

## Auszeichnungen (Auswahl)
- 1994: Elefanten-Orden
- 1995: Falkenorden

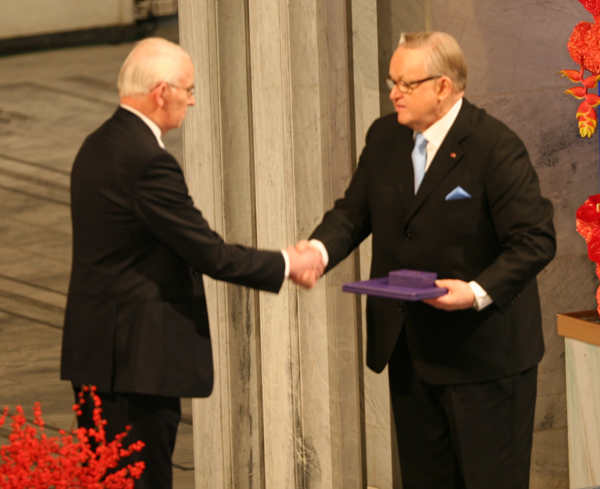
Friedensnobelpreis-Verleihung (2008)

- 1995: Großkreuz des Verdienstordens der Republik Ungarn
- 1997: Großkreuz des Verdienstordens der Italienischen Republik
- 1997: Großkreuz des Drei-Sterne-Ordens
- 1998: Großkreuz mit Collane des Sterns von Rumänien
- 2000: Four Freedoms Award
- 2000: J. William Fulbright Prize for International Understanding
- 2000: Hessischer Friedenspreis
- 2007: Manfred-Wörner-Medaille
- 2007: Ehrendoktor der Universität St. Gallen
- 2007: Félix-Houphouët-Boigny-Friedenspreis
- 2008: Friedensnobelpreis
- 2012: Weltwirtschaftlicher Preis

## Werke
- Tehtävä Belgradissa. (finn.: Mission in Belgrad) WSOY, Helsinki 2000, ISBN 951-0-25072-4.